# 호텔관리사
호텔관리사(Hotel Manager)는 관광호텔업의 객실관리 및 가족호텔업의 경영업무 담당자 양성을 위한 국가전문자격 시험으로 문화체육관광부가 소관하며 한국산업인력공단이 시행한다.

## 응시 자격
- 호텔서비스사 또는 조리사 자격을 취득한 후 관광숙박업소에서 3년 이상 종사한 경력이 있는 자
- 전문대학의 관광분야 학과를 졸업한 자 또는 이와 동등한 학력이 있다고 인정되는 자
- 대학을 졸업한 자 또는 다른 법령에서 이와 동등 이상의 학력이 있다고 인정되는 자
- 고등기술학교의 관광분야를 전공하는과의 2년 과정 이상을 이수하고 졸업한 자

## 시험 과목

### 제1차 시험
- 관광법규
- 관광학개론
- 호텔관리론

### 제2차 시험
- 외국어 면접
- 호텔 실무 상식 면접

### 공인어학성적 기준요건

#### 영어
| - FLEX : 670점 이상 - G-TELP : 66점 이상 - iELTS : 5점 이상 | - TEPS : 367점 이상 - TOEFL : PBT 557점, IBT 76점 이상 - TOEIC : 700점 이상 |

#### 중국어
- HSK : 5급 이상

#### 일본어
- JPT : 692점 이상

## 같이 보기
- 호텔경영사
- 호텔서비스사